# Stanisław Kania (szachista)
Stanisław Kania (ur. 13 listopada 1930, zm. 17 lutego 2021) – prezes Polskiego Związku Szachowego w latach 1985–1988.
Od 1973 był członkiem Zarządu Polskiego Związku Szachowego (PZSzach) i pełnił wiele odpowiedzialnych funkcji.
Był przewodniczącym Komisji Szachowej Gry Korespondencyjnej i inicjatorem kongresów Międzynarodowej Federacji Szachowej Gry Korespondencyjnej (ICCF) w Polsce.
W latach 1978–1984 był wiceprezesem, a w 1985 został wybrany na prezesa Polskiego Związku Szachowego i tę funkcję pełnił do 1988.
W latach 1978–1990 był delegatem Międzynarodowej Federacji Szachowej do ICCF i działał na rzecz współpracy tych organizacji.